# Saltopus
Saltopus é um gênero de dinossauriforme bípede muito pequeno que contém uma única espécie, Saltopus elginensis. Este gênero viveu na região que é hoje a Escócia e foi um dos menores e mais ágeis dinossauros que já existiram.

## Descrição
Saltopus elginensis é conhecido apenas a partir de um único esqueleto parcial sem o crânio, mas com partes da coluna vertebral, membros anteriores e posteriores e a pélvis. Estes foram preservados principalmente como impressões ou moldes naturais no arenito; muito pouco material ósseo está presente. Era do tamanho de um gato doméstico e teria cerca de 80-100 centímetros de comprimento. Tinha ossos ocos como os dos pássaros e outros dinossauros e pode ter pesado cerca de 1 quilograma. A maior parte do comprimento foi explicada pela cauda. Tinha cinco dedos nas mãos, com o quarto e quinto reduzidos. Ao contrário da descrição original, foi estabelecido em 2011 que o sacro (vértebra do quadril) era composto de duas vértebras, a condição ancestral primitiva, não quatro.

## História
O único fóssil conhecido de Saltopus foi descoberto por William Taylor nas pedreiras de Lossiemouth. Foi nomeado e descrito por Friedrich von Huene em 1910 como a espécie de tipo Saltopus elginensis. O nome genérico é derivado do latim saltare, "saltar" e do grego pous, "pé". O nome específico refere-se à sua proveniência perto de Elgin, que produz os répteis de Elgin. O holótipo NHMUK R.3915 foi escavado da formação de arenito em Lossiemouth, datando do estágio Carniano-Noriano.

## Classificação
Saltopus tem sido identificado como um dinossauro saurísquio (quadril de lagarto), um terópode mais avançado e um parente próximo dos herrerassaurideos, mas sua taxonomia tem sido contestada porque apenas restos fragmentários foram recuperados. Alguns pesquisadores, como Gregory S. Paul, sugeriram que ele pode representar um espécime juvenil de um terópode celofisídeo, como Celófise ou Procompsógnato. Rauhut e Hungerbühler, em 2000, concluíram que ele é um dinossauro primitivo, não um verdadeiro dinossauro, intimamente relacionado ao Lagosuchus. Michael Benton, continuando os estudos do falecido Alick Walker reescrevendo o fóssil em 2011, descobriu que ele era um dinosauriformes mais derivado do que Pseudolagosuchus e fora do menor clado, incluindo Silesauridae e Dinosauria.
Uma grande análise filogenética dos primeiros dinossauros e dinossauromorfos por Matthew Baron, David B. Norman e Paul Barrett (2017) recuperou Saltopus perto da base da linhagem dos dinossauros, sugerindo que o gênero pode representar o parente mais próximo dos verdadeiros dinossauros.